# Gianni Motta
Gianni Motta, född den 13 mars 1943 i Cassano d'Adda är en italiensk före detta tävlingscyklist som var professionell från 1964 till 1976. Hans främsta merit är totalsegern i Giro d'Italia 1966 och han vann även poängtävlingen och två etapper (av totalt fem under karriären) detta år. Därtill vann han Tour de Suisse 1967 samt Tour de Romandie 1966 och 1971. I Tour de France blev han trea totalt 1965. Han hade även framgångar i endagslopp, den främsta är segern i Giro di Lombardia 1964, men fyra segrar i Tre Valli Varesine och tre i Giro dell'Emilia är också anmärkningsvärt.
På bana vann Motta fem sexdagarslopp.
1968 slutade Motta på femte plats totalt i Giro d'Italia och vann en etapp, men han konstaterades ha varit dopad och resultaten ströks. Även under girot 1971 testades han positivt och fick ett tidstillägg på tio minuter.
Efter karriären satsade Motta på ett kläd- och cykelmärke i sitt namn, vilket hade framgång i USA. Där ledde han (och hans företag sponsrade, tillsammans med ett italienskt möbelföretag) sedan det första amerikanska professionella cykelstall (Gianni Motta–Linea M.D. Italia) som deltog i en Grand Tour då det deltog i Giro d'Italia 1984. Laget lades dock ner efter den första säsongen, då Motta drog sig ur.

## Meriter

### Landsväg
| 1964 Vinnare av Giro di Lombardia Vinnare av Coppa Bernocchi Vinnare av Trofeo Baracchi (med Ciacorno Fornoni) Vinnare av etapp 3b (ITT) i Tour de Romandie 2:a i Giro dell'Appennino 2:a i GP Lugano 2:a i Giro delle Tre Provincie 3:a i Giro del Veneto 5:a totalt i Giro d'Italia Vinnare av etapp 21 7:a i GP Industria & Commercio di Prato 8:a i Coppa Placci 1965 Vinnare av Tre Valli Varesine Vinnare av Corsa Coppi Vinnare av etapp 2 i Grand Prix du Midi Libre 2:a i GP Lugano 3:a totalt i Tour de France 3:a i Giro di Campania 3:a i Milano-Vignola 3:a i Giro del Veneto 4:a i Coppa Bernocchi 4:a i Giro della Provincia di Reggio Calabria 5:a i Giro di Lombardia 5:a i Coppa Placci 6:a i Trofeo Baracchi (med Ciacorno Fornoni) 8:a i Paris–Nice 8:a i Genua–Nice 8:a i GP Industria & Commercio di Prato 9:a i Milano–Sanremo 1966 Vinnare totalt av Giro d'Italia Vinnare av poängtävlingen Vinnare av etapperna 17 och 19 Vinnare totalt av Tour de Romandie Vinnare av etapp 2 Vinnare totalt av Cronostaffetta (med Michele Dancelli och Pietro Scandelli) Vinnare av etapp 1b (ITT) Vinnare av Giro di Romagna Vinnare av Tre Valli Varesine Vinnare av etapp 1 i Paris-Luxembourg Vinnare av Grand Prix de Monaco 2:a i Giro della Provincia di Reggio Calabria 3:a i Gran Piemonte 4:a i linjelopp vid Världsmästerskapen 4:a i Giro dell'Appennino 4:a i Corsa Coppi 6:a i Ronde van Vlaanderen 8:a i linjelopp vid Italienska mästerskapen 8:a i Coppa Bernocchi 8:a i GP Lugano 1967 Vinnare totalt av Tour de Suisse Vinnare av bergspristävlingen Vinnare av etapperna 2 och 3 Vinnare totalt av Cronostaffetta (med Rudi Altig och Franco Balmamion) Vinnare av etapp 1b (ITT) Vinnare av Milano–Torino Vinnare av Tre Valli Varesine Vinnare av etapp 2 i Tour de Romandie 2:a i Milano–Sanremo 4:a i linjelopp vid Världsmästerskapen 4:a i Giro del Ticino 6:a totalt i Giro di Sardegna 6:a totalt i Giro d'Italia 9:a i GP Alghero 10:a i Paris-Roubaix 1968 Vinnare totalt av Cronostaffetta (med Edy Schutz och Franco Balmamion) Vinnare av Giro dell'Appennino Vinnare av Giro dell'Emilia Vinnare av etapp 4 i Tour de Romandie 3:a i Tre Valli Varesine 4:a i Giro di Toscana 6:a i Giro di Lombardia 7:a i Züri Metzgete 8:a totalt i Tirreno-Adriatico 10:a i Milano-Vignola | 1969 Vinnare totalt av Escalada a Montjuïc Vinnare av etapp 1b Vinnare av Giro dell'Emilia 2:a i Trofeo Baracchi (med Ole Ritter) 2:a i Giro di Romagna 4:a i GP Lugano 4:a i Giro del Lazio 5:a i Züri Metzgete 9:a i Sassari–Cagliari 1970 Vinnare totalt av Cronostaffetta (med Felice Gimondi och Pietro Guerra) Vinnare av etapp 1c (ITT) Vinnare av Giro dell'Appennino Vinnare av Tre Valli Varesine Vinnare av Giro dell'Umbria 5:a totalt i Escalada a Montjuïc Vinnare av etapp 1a 2:a i Col San Martino 3:a totalt i À travers Lausanne 3:a i Giro di Lombardia 4:a i Trofeo Baracchi (med Felice Gimondi) 5:a i GP Lugano 6:a i Coppa Sabatini 8:a i Giro di Campania 10:a i Giro dell'Emilia 1971 Vinnare totalt av Tour de Romandie Vinnare av etapperna 4 och 5a Vinnare av Giro dell'Emilia Vinnare av Giro della Provincia di Reggio Calabria Vinnare av Col San Martino 2:a i Gran Piemonte 4:a totalt i Giro di Sardegna 6:a i Trofeo Laigueglia 6:a i Giro del Lazio 6:a i Trofeo Baracchi (med Ole Ritter) 7:a totalt i Tirreno–Adriatico Vinnare av etapp 1 7:a i Milano–Sanremo 10:a i La Flèche Wallonne 1972 Vinnare av etapp 2 i Giro d'Italia 2:a i Milano–Sanremo 3:a i Milano–Torino 4:a i Giro di Puglia 6:a i Giro di Toscana 8:a totalt i Tour de Romandie 10:a i Giro di Campania 1973 Vinnare av etapp 1 i Monte Campione 2:a i Giro dell'Appennino 3:a i Milano-Vignola 6:a i Giro dell'Emilia 7:a i Coppa Placci 8:a i GP Industria & Commercio di Prato 10:a totalt i Giro d'Italia Vinnare av etapp 6 1974 Vinnare av etapp 5 i Giro di Puglia 1976 9:a i Milano-Vignola 1965 Vinnare av Milanos sexdagars med Rik Van Steenbergen 1966 Vinnare av Milanos sexdagars med Peter Post 1967 Vinnare av Milanos sexdagars med Peter Post 1968 Vinnare av Milanos sexdagars med Peter Post 1971 Vinnare av Montréals sexdagars med Tony Gowland Italiensk mästare i omnium |